# いわきジャンクション
いわきジャンクションは、福島県いわき市内郷宮町にある、常磐自動車道と磐越自動車道を結ぶジャンクション。

## 歴史
- 1995年（平成7年）8月2日：磐越自動車道・いわきJCT - 郡山JCT間開通により、供用開始（この時は暫定2車線で供用）[1]。
- 2008年（平成20年）11月30日：磐越自動車道・いわきJCT - いわき三和IC間が4車線化[2]。

## 接続する道路
- E6 常磐自動車道（16-1番）
- E49 磐越自動車道

## 形状
準直結Y型

## 隣
E6 常磐自動車道
(16)いわき湯本IC - 湯ノ岳PA - (16-1)いわきJCT - (17)いわき中央IC
E49 磐越自動車道
(16-1)いわきJCT - (1)いわき三和IC